# Національний ліс Лос-Падрес

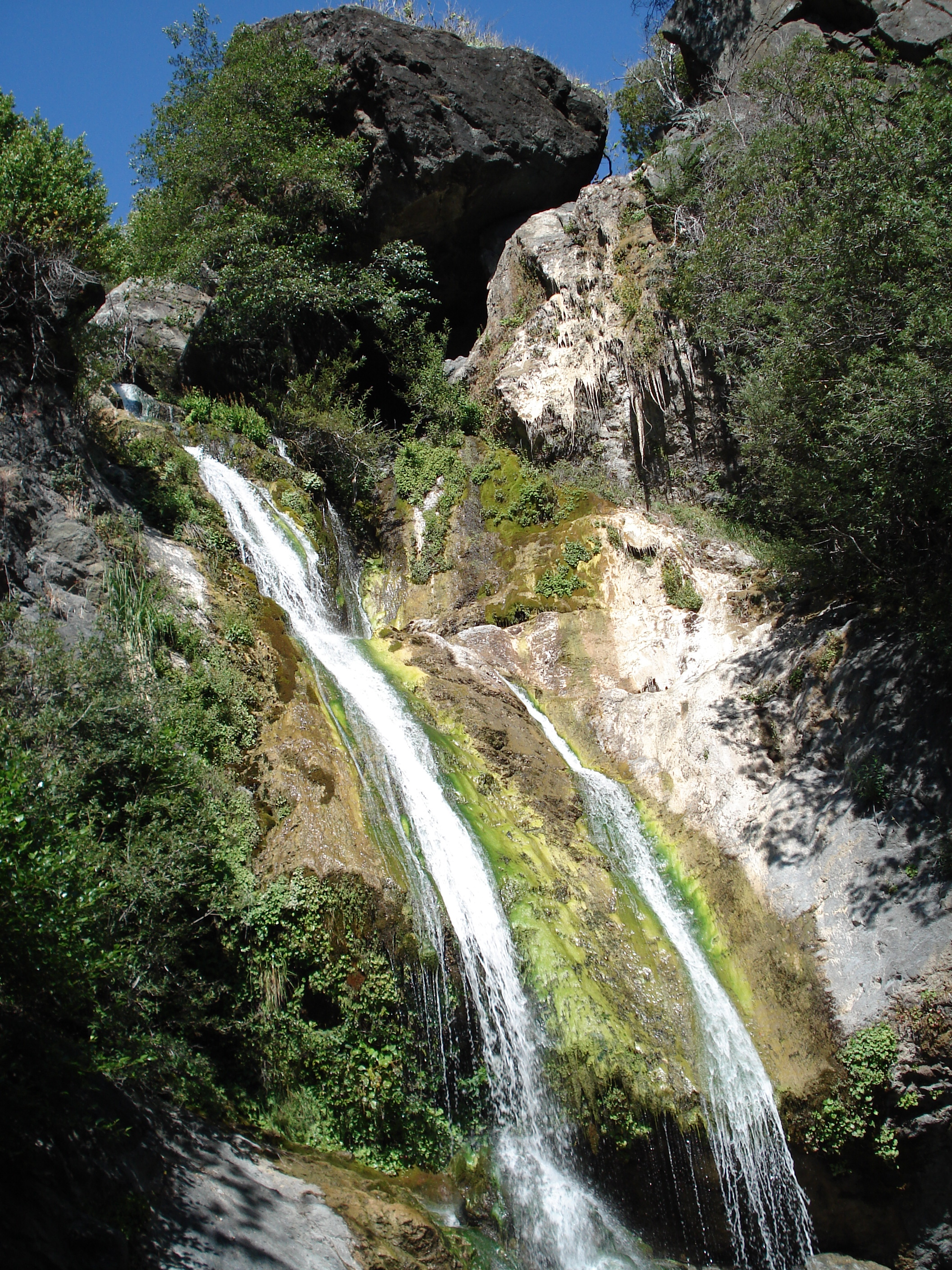
Водоспад Салмон-Крік, поблизу узбережжя Біг-Сур, недалеко від пустелі Вентана.

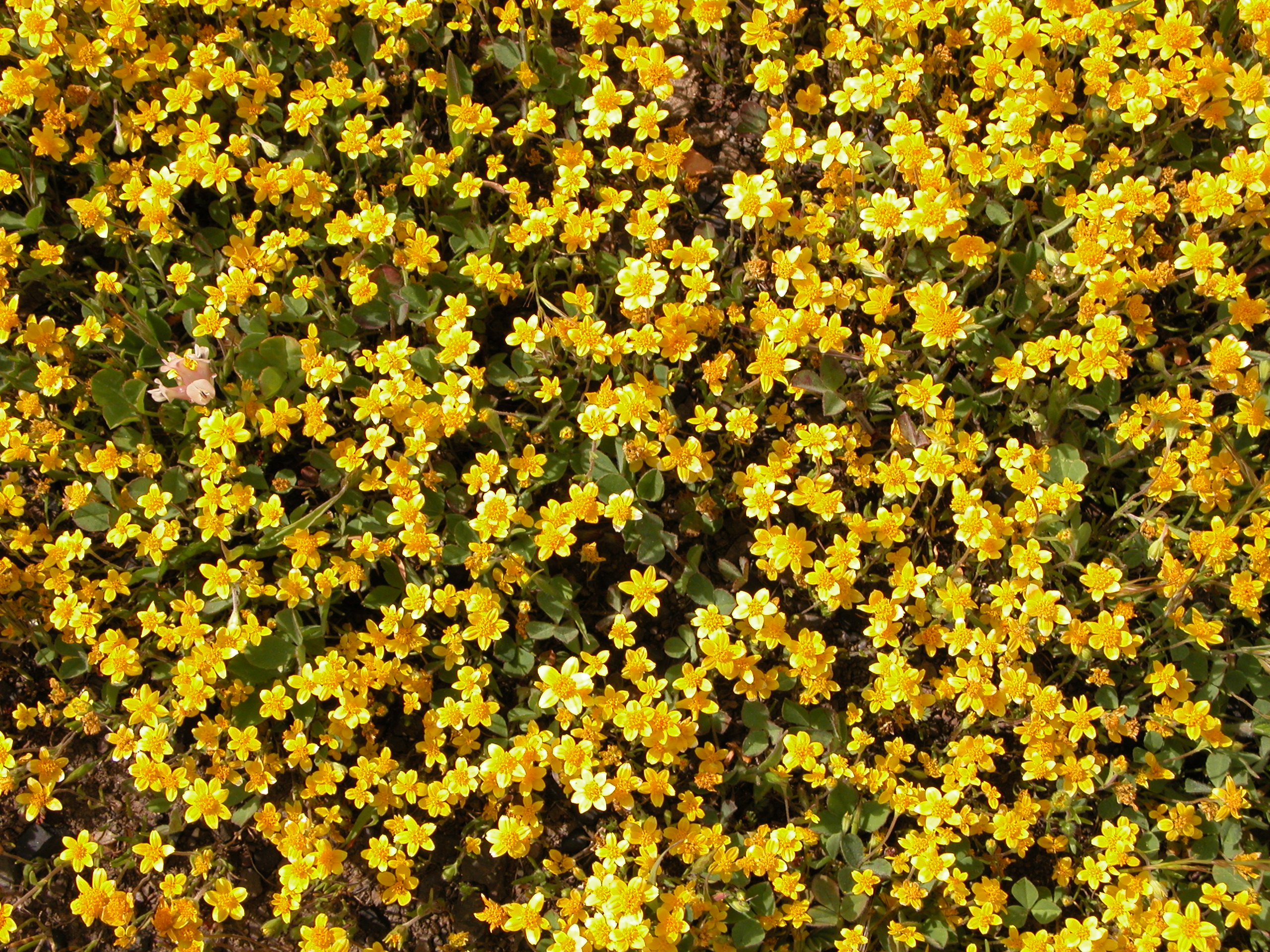
Польові квіти гори Фігероа, 2005

Національний ліс Лос-Падрес — національний ліс Сполучених Штатів у південній і центральній Каліфорнії. Лос-Падрес, що перебуває під управлінням Лісової служби Сполучених Штатів, включає більшу частину гірської землі вздовж узбережжя Каліфорнії від Вентури до Монтерея, простягаючись углиб країни. Висота коливається від рівня моря до 2 697 м.

## Географія
Ліс займає приблизно 7.890 км2., з яких 7.130 км2., або близько 88% – землі загального користування, решта є приватною власністю.
Ліс поділений на дві несуміжні ділянки, віддалені приблизно на 40-50 миль одна від одної. Північна частина знаходиться в межах округу Монтерей і включає узбережжя Біг-Сур і його мальовничі внутрішні райони. Це дуже популярне місце для піших прогулянок, його 520 км., пішохідних стежок і 11 кемпінгів (дуже міцних до придатних для транспортних засобів для відпочинку). Дика природа Вентана в цьому підрозділі включає заповідник кондорів Сіскуок, створений у 1937 році, який є найстарішим заповідником для великих птахів, що знаходяться під загрозою зникнення.
Більша, так звана головна частина Лос-Падрес, розташована далі на південь, у межах округів Сан-Луїс-Обіспо, Санта-Барбара, Вентура та Керн, з невеликим розширенням до округу Лос-Анджелес у районі Пірамід-Лейк, між Кастейком і Горманом. Гори Санта-Інез, які знаходяться в межах Лос-Падрес, височіють над узбережжям Гавіота, низкою алювіальних рівнин уздовж останньої незабудованої ділянки узбережжя Південної Каліфорнії. Інші гірські хребти в межах Лос-Падрес включають гори Санта-Лючія, хребет Ла-Панса, хребет Каліенте (невелика частина), гори Сьєрра-Мадре, гори Сан-Рафаель і гори Топатопа; найвищі частини лісу не знаходяться в межах названих гірських хребтів, але примикають до західних гір Сан-Емігдіо та включають гору Пінос, Серро-Норесте та пік Реєс. Ліс також примикає до Національного лісу Анджелеса, який знаходиться в окрузі Лос-Анджелес у Південній Каліфорнії, і неподалік від національного пам’ятника Каррізо-Плейн у східному окрузі Сан-Луїс-Обіспо. Штаб-квартира Forest знаходиться в Голеті, Каліфорнія. У Фрейзер-Парку, Кінг-Сіті, Оджаї, Санта-Барбарі та Санта-Марії є місцеві окружні офіси рейнджерів.

## Дика природа і рослинність

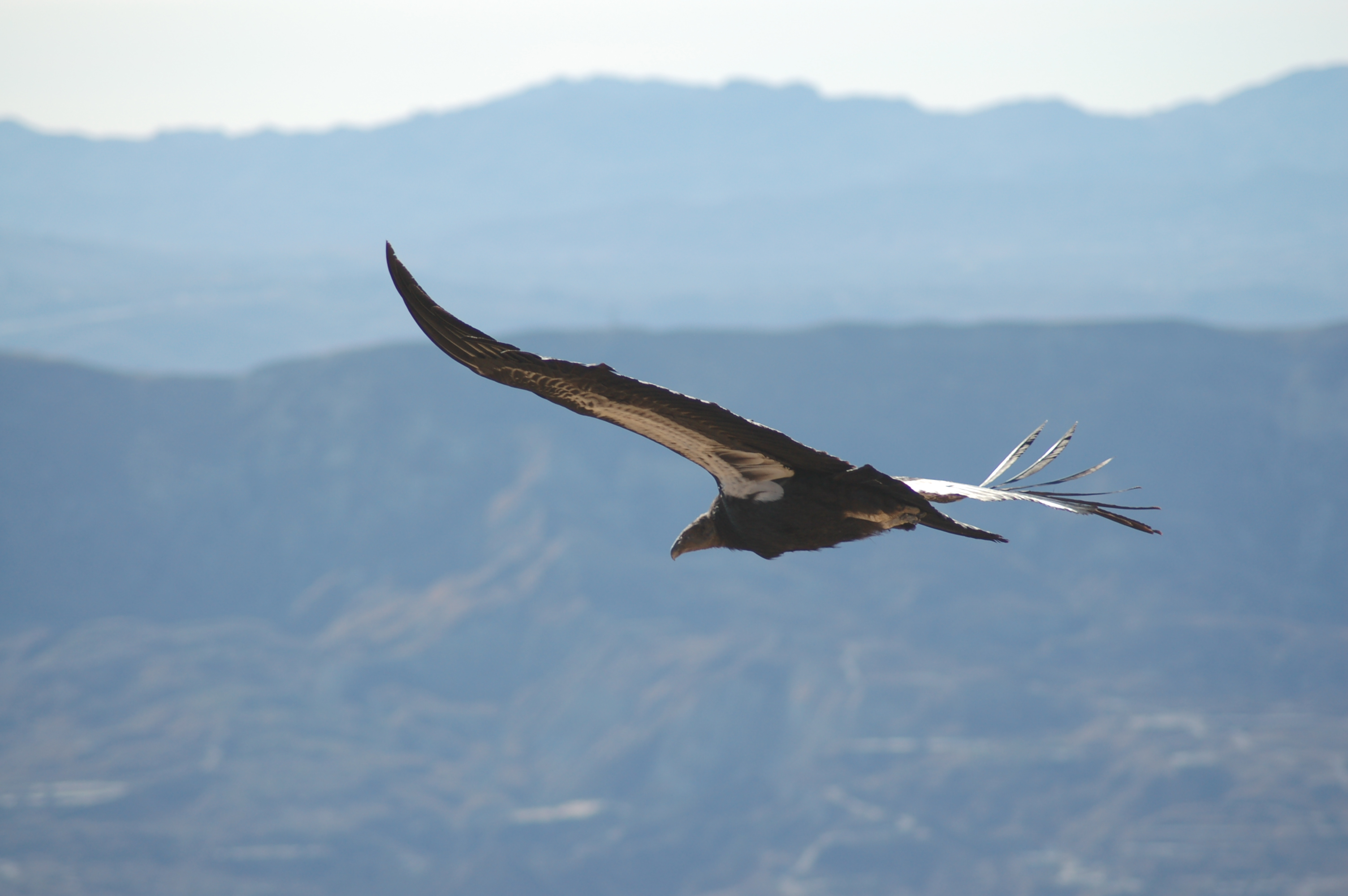
Каліфорнійський кондор ширяє над національним лісом Лос-Падрес

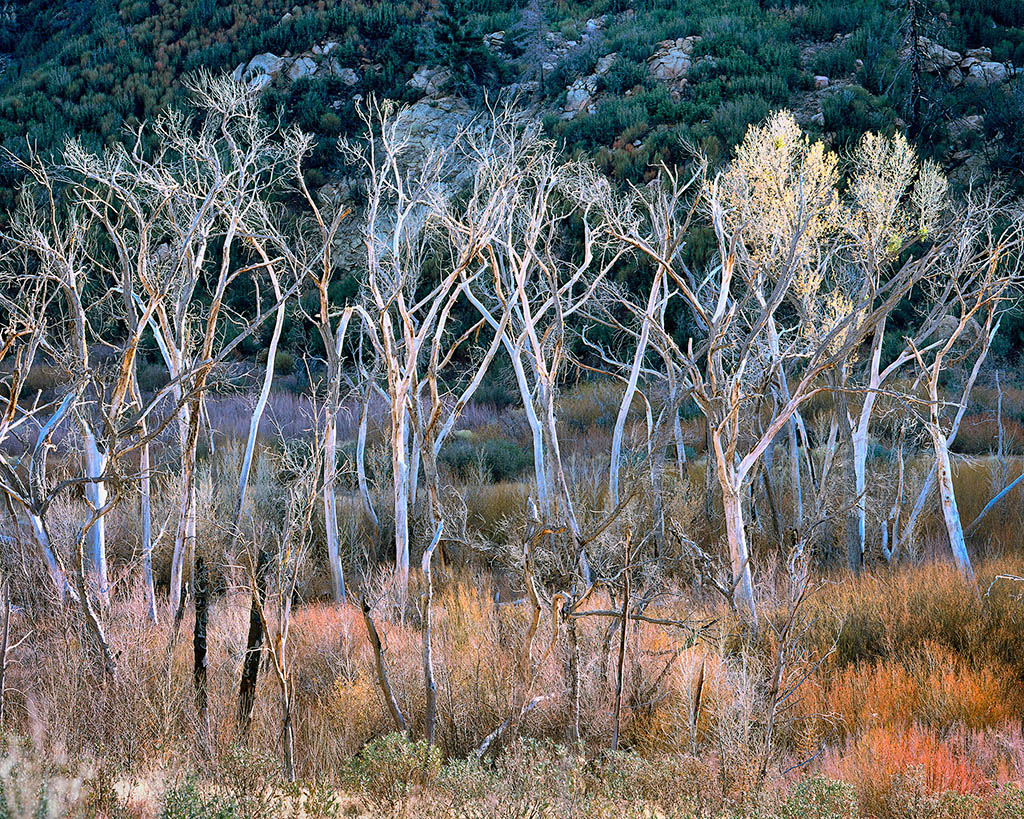
Дерева в пустелі Сеспе

У лісі проживають проживае багато видів, що перебувають під загрозою зникнення. Серед них каліфорнійський кондор (Gymnogyps californianus), для якого Лісова служба США заснувала заповідник кондорів Сеспе. Також присутня каліфорнійська гірська королівська змія, каліфорнійський вид, що викликає особливе занепокоєння. Виживання американського сапсана також повністю залежить від лісу. Гірський лев і каліфорнійський мул, можливо, є найпоширенішими великими ссавцями. Толсторог мешкає в районі лісу Сеспе-Крік. Американські чорні ведмеді харчуються травою, ягодами та падлом. Койоти процвітають у цьому лісі всюди. Іноді у віддалених гірських районах лісу, можна побачити рисей. Зустрічаються інші тварини в цьому лісі, такі які — єноти, сині птахи, сипухи, червонохвості яструби, кролики, білоголові орлани, кролики, каліфорнійські перепілки, каліфорнійські сови та великі рогаті сови.

## Видобуток ресурсів і запобігання пожежам
У травні 2020 року Лісова служба США вирішила прорідити 306 гектар землі для зменшення ризику лісових пожеж, більша частина яких знаходиться в межах національного лісу. У меморандумі про рішення зазначено, що проект має на меті «покращити здоров’я лісу шляхом зниження ризику смертності, забезпечити безпечні та ефективні місця для проведення операцій з гасіння пожежі, уповільнити поширення лісової пожежі». Ділянка розташована приблизно в 30 милях на північ від Оджаї в районі піку Рейес на горі Пайн в окрузі Вентура. У квітні 2022 року сім екологічних груп, місто Охай і округ Вентура подали три позови до федерального суду, щоб зупинити операції з розчищення чагарників і лісозаготівлі.

## Доступ
У зв’язку з пожежною небезпекою діють сезонні обмеження на спалювання будівель. Деякі частини лісу повністю закриті для відвідування під час піку пожежонебезпечного сезону, який зазвичай триває приблизно з 1 червня до середини листопада.
Перепустка National Forest Adventure Pass необхідна для паркування в більшості місць Національного лісу Лос-Падрес, а також інших національних лісів Південної Каліфорнії. Перепустка не потрібна в окрузі рейнджерів Монтерей, включаючи дику природу Вентана та пустелю Сілвер Пік.

## Історія
Los Padres означає «священнослужителі», посилаючись на католицьких місіонерів-священиків іспанських місій, які прозелітизували в цьому регіоні та навколо нього в 18-му та 19-му століттях.

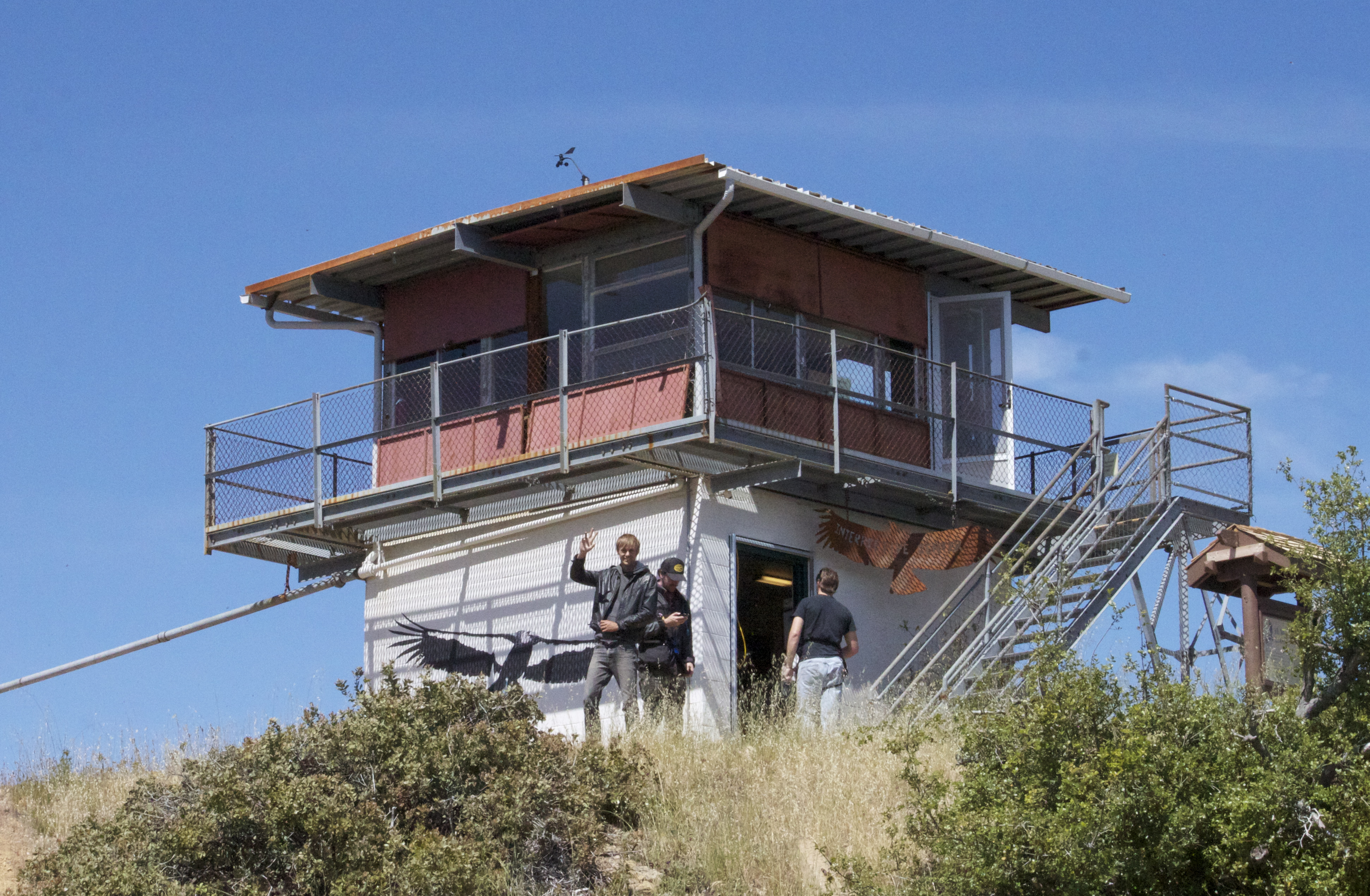
Оглядова площадка Кондор на горі Привіт, хребет Санта-Лючія. Це старий пожежний оглядовий майданчик, переобладнаний у громадський оглядовий і освітній центр «Кондор».

Лос-Падрес називався Національним лісом Санта-Барбара до 3 грудня 1936 року і був зібраний з кількох менших національних лісів, зокрема:
- Національний ліс Монтерей (остан. 25 червня 1906), поглинений Санта-Барбарою 18 серпня 1919, і який сам поглинув:
  - Національний ліс Пінаклз (остан. 18 липня 1906 р.)
  - Національний ліс Сан-Беніто (остан. 26 жовтня 1907 р.)
- Національний ліс Сан-Луїс (остан. 1 липня 1908 р.), яка поглинула частину:
  - Національний ліс Сан-Луїс-Обіспо (остан. 25 червня 1906 р.)
- Національний ліс Сан-Габріель (частина) (остан. 20 грудня 1892 р.)
- Лісовий заповідник Пайн-Маунтін та озеро Зака, (остан. 2 березня 1898 року) об'єднався з Санта-Інес 22 грудня 1903 року, щоб створити лісовий заповідник Санта-Барбара
- Лісовий заповідник Санта-Інез (остан. 2 жовтня 1899 р.)

## Пожежі
Через дуже посушливе літо лісові пожежі в Національному лісі Лос-Падрес завжди небезпечні. У 1965 році вантажівка, якою керував кантрі-співак Джонні Кеш, загорілася, і вигоріло кілька сотень акрів в окрузі Вентура. У серпні 1977 року пожежа Мармуровий конус спалила 720 340 квадратних кілометрів у пустелі Вентана та інших частинах лісу Лос-Падрес. У червні та липні 2008 року комплексна пожежа басейну 162,818 акра (0,65890 км2)  у цьому ж районі.
Пожежа Томаса була масштабною лісовою пожежею, яка охопила ліс у округах Вентура та Санта-Барбара. Це була одна з багатьох лісових пожеж, які спалахнули в південній Каліфорнії в грудні 2017 року. Найбільшим фактором поширення вогню став надзвичайно сильний і стійкий вітер Санта-Ана . Трохи більше двох тижнів у регіоні періодично спостерігався вітер Санта-Ана, що сприяло постійному збільшенню розмірів Thomas Fire. На піку лісова пожежа була достатньо потужною, щоб створити власну погоду, що кваліфікувало її як вогняну бурю.